# Ofensiva de Hama (marzo-abril de 2017)
La ofensiva de Hama (marzo-abril de 2017) fue una ofensiva militar lanzada por grupos rebeldes sirios dirigidos por Hay'at Tahrir al-Sham (HTS) al norte de la ciudad de Hama , como parte de la guerra civil siria. La ofensiva comenzó el 21 de marzo de 2017, y los rebeldes apuntaron a recapturar áreas recapturadas por las Fuerzas Armadas Sirias en la Ofensiva de Hama (2016), así como a ingresar a la ciudad de Hama. La ofensiva se coordinó con las fuerzas rebeldes en los suburbios del este de Damasco, quienes lanzaron su propia operación en marzo de 2017 .

## La ofensiva

### Tahrir al-Sham lideró la ofensiva al sur y al este de Halfaya

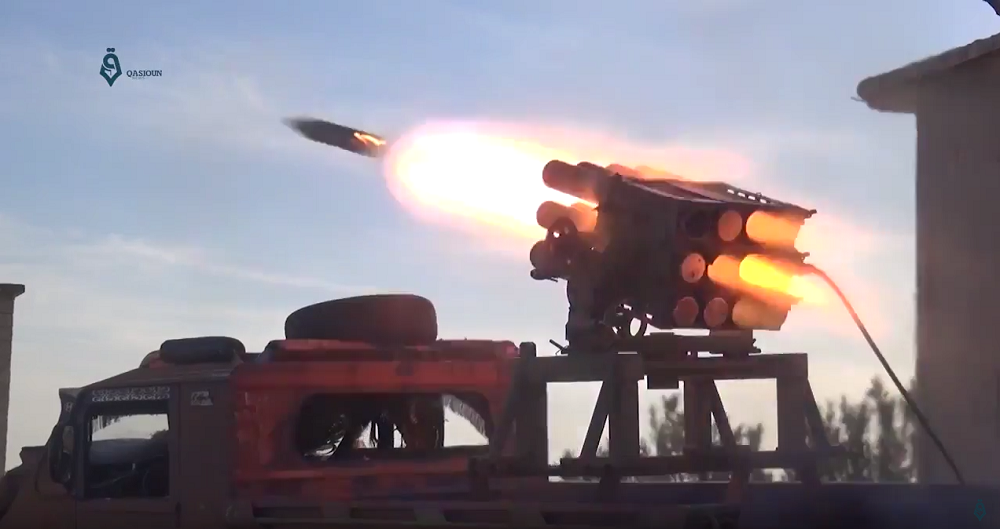
Artillería rebelde de cohetes bombardea posiciones gubernamentales durante la ofensiva.

El 21 de marzo de 2017, se lanzó la ofensiva rebelde llamada "Batalla de Diles que Trabajen"  cuando dos atacantes suicidas de Tahrir al-Sham detonaron dos coches bomba grandes contra posiciones gubernamentales en la ciudad de Suran. Las fuerzas rebeldes lideradas por Tahrir al-Sham luego procedieron a atacar Suran y las aldeas cercanas de Maardis y Ma'an. Los rebeldes capturaron las tres aldeas el 22 de marzo, pero Hezbolá lo negó. El grupo de activistas a favor de la oposición, el SOHR, confirmó la captura rebelde de Suran y partes de Maardis.  El pueblo de Khitab también fue capturado. Según un comandante de la Fuerza de Tigres de la SAA, había alrededor de 6,000 HTS y militantes aliados involucrados en la ofensiva. En respuesta a la ofensiva rebelde, el ejército sirio envió refuerzos a la línea del frente norte de Hama. Los rebeldes intentaron capturar a Jabal Zayn al-Abidin y atacar el Aeropuerto Militar de Hama y, según informes, avanzaron hasta 7 kilómetros de la ciudad de Hama.
El 23 de marzo, los rebeldes capturaron las aldeas de Kawkab e Iskandariyah, asaltaron Maardis y cortaron la carretera que une Mahardah con Hama. Los avances ese día llevaron a las fuerzas lideradas por las HTS a 5 kilómetros de la ciudad de Hama. Al-Masdar informó que los rebeldes llevaron a cabo una masacre de alawitas en el pueblo de al-Majdal , matando a 30 de ellos. Según una fuente de la oposición, Sham FM radio informó que esto fue negado por Mohaled Hazzouri, el gobernador de Hama.  Más tarde ese día, el ejército sirio recapturó Kawkab.  Al-Masdar News también informó que Khattab y otra aldea fueron recapturados en medio de una contraofensiva en curso, aunque más tarde se confirmó que aún era retenido por los rebeldes.

### El ejército sirio repele la ofensiva liderada por Ahrar al-Sham en Kernaz
El 24 de marzo, seis facciones rebeldes lideradas por Ahrar al-Sham lanzaron una ofensiva separada, cuyo nombre en código fue "Eco del Levante", en el frente noroeste de Hama, con el objetivo de rodear y capturar a Karnaz.  Sin embargo, después de lograr capturar inicialmente tres aldeas, los rebeldes se vieron obligados a retirarse debido al bombardeo de artillería pesada.

### Ataque rebelde en Qomhana y el ejército sirio avanza cerca de Mahardah

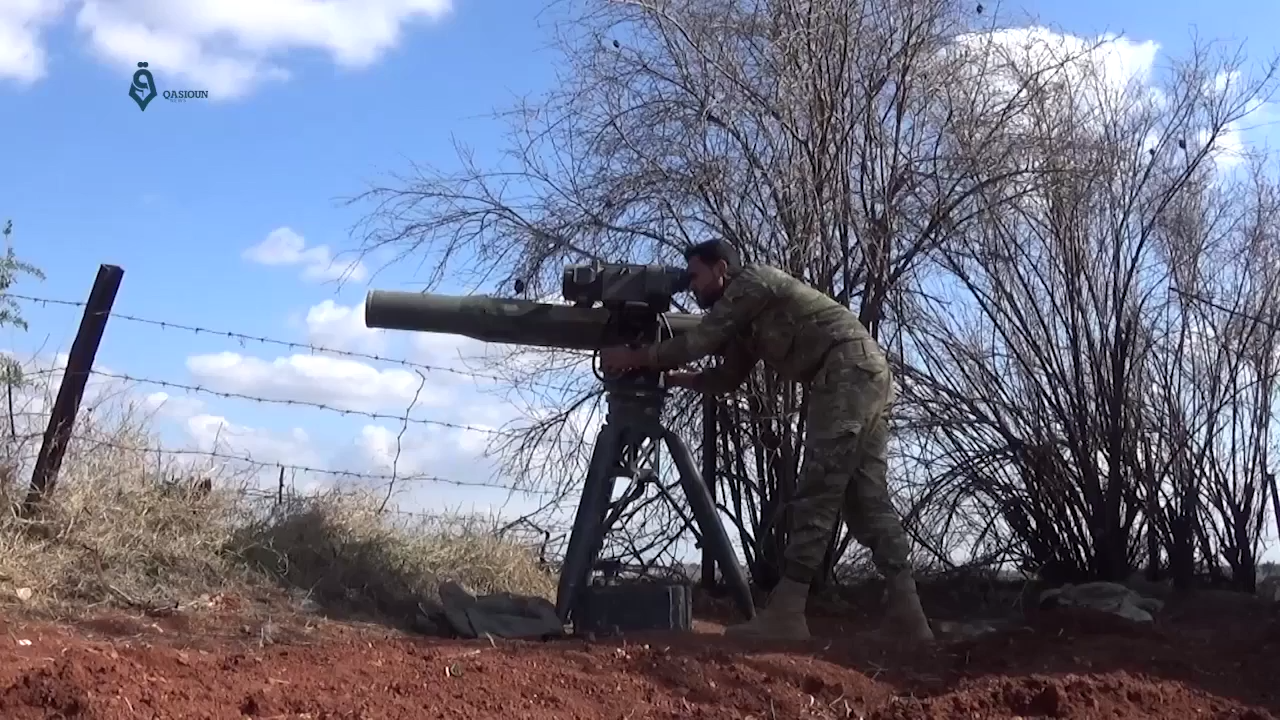
Un luchador del Ejército de Gloria lanza un misil antitanque BGM-71 TOW en posiciones gubernamentales durante la ofensiva.

El 24 de marzo, los rebeldes atacaron la ciudad de Qomhana, al norte de Hama. Tras un ataque de tres coches bomba suicidas, los rebeldes lograron penetrar en las defensas de la ciudad y se produjeron intensos combates en su interior. Sin embargo, el ataque rebelde finalmente fue repelido después de que el Ejército rodeó a los rebeldes dentro de Qomhana y los eliminó. El mismo día, el ejército sirio recapturó la aldea de Shayzar, cerca de Mahardah.
El 25 de marzo, en el frente de Maarzaf, los combatientes del Ejército de Gloria usaron un misil TOW BGM-71 contra un grupo de soldados del ejército sirio, marcando un impacto directo. Afirmaron haber matado a más de 150 soldados; sin embargo, fuentes en el terreno contaron entre 14 y 20 víctimas. En otros lugares, los rebeldes comenzaron un nuevo ataque en Qomhana, que también implicó un atentado suicida. Mientras tanto, el Ejército recapturó una aldea al sur de Mahardeh. Mientras tanto, Kawkab fue nuevamente capturado por los rebeldes durante varias horas, antes de que el Ejército lo retomara una vez más, así como la colina Tall al Abadi al sur de Maardes.
El 26 de marzo, después de que un nuevo ataque rebelde matutino fuera repelido en el flanco occidental de Qomhana, los rebeldes HTS retiraron sus fuerzas al área del cementerio fuera de la ciudad. El ejército sirio luego atacó el área del cementerio, anulando las posiciones de HTS esa tarde. Posteriormente, el Ejército capturó la cercana colina de Tal Al-Sammam y sus tres puntos de control. Luego comenzaron a prepararse para ingresar a Khitab, que, según se informa, estaba vacío pero todavía no era seguro debido a la gran presencia de rebeldes en todo el pueblo. En la noche, las fuerzas lideradas por HTS lanzaron otro asalto rebelde de tres horas en Qomhana. A pesar de que los rebeldes inicialmente lograron penetrar la primera línea de defensa del Ejército Sirio en el flanco norte de la ciudad, los refuerzos del Ejército del este y el oeste supuestamente lograron asediar a las fuerzas rebeldes en el norte de Qomhana, matando a un gran número de ellos y obligando al resto a retirada.
El 27 de marzo, el Ejército recapturó una aldea al sur de Mahardah.  Según informes, los militares también tomaron el puente de Mahardah y llegaron a las afueras de la aldea de Arzeh.

### Segundo ataque de Ahrar al-Sham-repelido
El 28 de marzo, los rebeldes lanzaron un nuevo asalto en dos flancos al norte de Mahardah, capturando el área de Al-Qaramitah. También se apoderaron de la colina Tall Al-Sakhr, aldea de Al-Sakhir y los silos de grano cercanos cerca de Kernaz.  Sin embargo, el ataque finalmente fue repelido más tarde en el día, cuando el ejército sirio recuperó todas las posiciones perdidas en Al-Qaramitah y Sakhir. Tres tanques del ejército sirio fueron destruidos o dañados por misiles antitanque BGM-71 TOW durante los combates del día.

### El contraataque del ejército sirio y los rebeldes rechazados
El 29 de marzo, las fuerzas lideradas por HTS capturaron la colina Tal Shihah, al sur de Khitab, llevando a los yihadistas liderados por HTS a menos de 3 kilómetros de la ciudad de Hama. Al mismo tiempo, el Ejército contraatacó al norte de Qomhana y recapturó varias posiciones, incluida la colina Saman. Más tarde en el día, los militares también recapturaron Tal Shihah. Posteriormente, el ejército sirio capturó la cima estratégica de Tal Bizam, al norte de Suran. Al día siguiente, el ejército sirio capturó seis lugares, incluida la ciudad de Arzah y el Punto 50, al suroeste de Qomhana y al sur de Khitab.  Mientras tanto, otro ataque rebelde en el frente noroeste fue repelido.
El 31 de marzo, el ejército sirio recapturó Khitab y otras cinco aldeas junto con varias colinas y puestos de control.  También reabrieron la carretera Hama-Mhardheh y empujaron a los rebeldes a posiciones a 11 kilómetros del Aeropuerto Militar de Hama.

### Luchas de ida y vuelta y el ejército sirio llega a Suran
El 3 de abril, el ejército sirio recapturó la ciudad de Maardis , junto con los silos y colinas cercanas. Posteriormente, cambiaron su asalto y reclamaron la aldea de Iskanderiyah y el puente de Maardis. Al día siguiente, los rebeldes contraatacaron a Maardis y lo volvieron a capturar después de más de nueve horas de intenso combate. El asalto rebelde inicial involucró a tres terroristas suicidas.
El 5 de abril, Maardis fue nuevamente disputada, aunque por la tarde los rebeldes lograron hacer retroceder a las fuerzas gubernamentales y retener el control de la ciudad. Posteriormente, un atacante suicida y rebelde atacó la colina de Tall Abadah, controlada por el gobierno, a 1.500 metros al sureste de Maardis, al parecer inmovilizando un tanque. Al mismo tiempo, el Ejército capturó un punto de control cerca de Halfaya y logró penetrar la ciudad desde el oeste. Sin embargo, los rebeldes recuperaron el terreno perdido en Halfaya más tarde en el día, mientras que también recapturaron Iskandariyah.
El 7 de abril, alrededor del mediodía, los rebeldes avanzaron y capturaron varias posiciones al sur de Maardis. Sin embargo, esto resultó ser una trampa creada por el Ejército con decenas de rebeldes muertos.  Después de varias horas de enfrentamientos, los militares recapturaron las posiciones que habían perdido, además de Iskandariyah, que atacaron desde dos flancos. Tres días después, las tropas del gobierno también recapturaron a Maardis. Los combates continuaron el 11 de abril, cuando el Ejército tomó la base del "Regimiento Ruso", al sur de Suran.

### Todas las ganancias rebeldes se invierten
El 14 de abril, los militares lanzaron un ataque hacia Halfaya, capturando varios puntos de control al sur de la ciudad.  Al mismo tiempo, el Ejército bombardeó posiciones rebeldes alrededor de Suran y Taybat al-Imam. Sin embargo, a pesar de estos avances iniciales, el Ejército finalmente fue rechazado de Halfaya después de sufrir grandes bajas. Dos tanques también fueron capturados por los rebeldes.
El 16 de abril, después de más de 40 ataques aéreos contra las líneas de suministro de los rebeldes la noche anterior el Ejército sirio recobró a Suran después de 10 horas de intenso combate, revirtiendo así todas las ganancias de los rebeldes durante la ofensiva.  Varias horas después, los rebeldes lanzaron más de 40 cohetes Grad hacia el Aeropuerto Militar de Hama, destruyendo un avión de combate MIG-23 y varios grandes depósitos de municiones.

### El ejército empuja al territorio rebelde; Taybat al-Imam y Halfaya capturados
El 17 de abril, los militares lanzaron un ataque contra Taybat al-Imam y, al parecer, capturaron un puesto de control en la entrada este de la ciudad.
El 20 de abril, estallaron intensos combates en las áreas de Taybat al-Imam y Halfaya, cuando las fuerzas gubernamentales intentaron capturar a ambas ciudades.  Durante las 48 horas anteriores, se llevaron a cabo más de 400 ataques aéreos en el campo norte de Hama.  Finalmente, las tropas gubernamentales lograron capturar Taybat al-Imam y empujaron más hacia el oeste hacia Halfaya, tomando un punto de control.   Posteriormente, los rebeldes lanzaron un contraataque y lograron recuperar grandes partes de Taybat al-Imam. Sin embargo, después de intensos enfrentamientos que duraron varias horas durante la noche, los militares lograron hacer retroceder a los rebeldes y retener el control de la ciudad.
El 22 de abril, el Ejército amplió la zona de amortiguación alrededor de Taybat al-Imam con nuevos avances. A la mañana siguiente, el ejército sirio capturó a Halfaya y comenzó las operaciones para capturar a Morek. Estos avances dejaron a las fuerzas del gobierno una vez más en control de todas las áreas que habían perdido durante la ofensiva anterior del rebelde a fines de 2016.
El 24 de abril, el Ejército continuó su avance hacia el norte hacia Al-Lataminah y Morek. En el proceso, la SAA capturó dos o cuatro aldeas más y un punto de control, llegando así a las afueras de Lataminah. Al día siguiente, los rebeldes recapturaron parcialmente a Al-Massasnah en un contraataque, antes de que el ejército sirio recuperara sus posiciones en la ciudad a la mañana siguiente, mientras que también capturaba la aldea de Zullaqiat, al norte de Halfaya. El 28 de abril, las fuerzas rebeldes atacaron de nuevo a Al-Massasnah, pero su ataque finalmente fue repelido. Posteriormente, la primera línea se estabilizó.

## Secuelas
El 19 de septiembre de 2017, Tahrir al-Sham , el Partido Islámico de Turkistán, y sus aliados lanzaron una nueva ofensiva en el norte de Hama con el nombre en clave "Oh Siervos de Dios, sean firmes". Los rebeldes capturaron inicialmente cuatro aldeas, pero después de los combates de ida y vuelta durante los cuales las aldeas cambiaron de manos varias veces, las fuerzas gubernamentales recapturaron todas las aldeas hasta el 22 de septiembre. 66 rebeldes y 38 soldados murieron durante la ofensiva, mientras que más de 40 civiles murieron en cerca de 500 ataques aéreos en cerca de 40 pueblos y aldeas en represalia por la ofensiva rebelde.